# Holomitrium xolocotzianum
Holomitrium xolocotzianum là một loài rêu trong họ Dicranaceae. Loài này được H.A. Crum mô tả khoa học đầu tiên năm 1952.